# Zellenberg
Zellenberg là một xã trong tỉnh Haut-Rhin, vùng Grand Est ở đông bắc Pháp. Xã này có diện tích 4,96 km², dân số năm 1999 là 404 người. Khu vực này có độ cao 183 mét trên mực nước biển.